# ꥸ
ꥸ(ᄌᄌᄒ, 쌍지읒히읗)은 한글 낱자 ㅈ, ㅈ, ㅎ을 겹쳐 놓은 것이다. 이 낱자는 《선문통해》(이필수, 1922년)에 나온 적이 있었으나, 그 음가는 알려지지 않았다.

## 코드 값
| 종류                  | 종류           | 글자   | 유니코드 | HTML     |
| --------------------- | -------------- | ------ | -------- | -------- |
| 한글 호환 자모        | 한글 호환 자모 | (없음) | (없음)   | (없음)   |
| 한글 자모 영역        | 첫소리         | ꥸᅠᅠ     | U+A978   | &#43384; |
| 한글 자모 영역        | 끝소리         | (없음) | (없음)   | (없음)   |
| 한양 사용자 정의 영역 | 첫소리         |     | U+F7EB   | &#63467; |
| 한양 사용자 정의 영역 | 끝소리         | (없음) | (없음)   | (없음)   |
| 반각                  | 반각           | (없음) | (없음)   | (없음)   |